# Carlos Javier Salgado
Carlos Javier Salgado Fuentes (Salamanca, 1987) es un politólogo, escritor y político español, presidente del partido Unión del Pueblo Leonés desde el año 2021 y concejal del ayuntamiento de Guadramiro (Salamanca) desde junio de 2023.

## Biografía
Carlos Javier Salgado es Doctor en Estado de Derecho y Buen Gobierno por la Universidad de Salamanca, en la que previamente obtuvo la Licenciatura en Ciencias Políticas y de la Administración y el Máster en Democracia y Buen Gobierno, siendo además autor de varios libros, habiendo sido publicada su tesis doctoral por la Universidad de Salamanca.
Políticamente ligado a UPL, Salgado procede del denominado "leonesismo social", al haber iniciado su actividad en el movimiento leonesista dentro del Colectivo Ciudadanos de la Región Leonesa (denominado "Colectivo Ciudadanos del Reino de León" hasta septiembre de 2021), asociación en la que ejerció durante varios años el cargo de presidente, cargo que abandonó en el año 2022.
En cuanto a su carrera política, Carlos Javier Salgado es Presidente del partido regionalista Unión del Pueblo Leonés desde el año 2021, siendo elegido en el Congreso de esta formación celebrado el 27 de noviembre de 2021. En cuanto a cargos no orgánicos del partido, posteriormente, en las Elecciones municipales de España de 2023 Salgado obtuvo el acta de concejal por UPL en su pueblo, la localidad salmantina de Guadramiro.

## Obras publicadas
- La evolución de la identidad regional en los territorios del antiguo Reino de León (Salamanca, Zamora, León). 2016. Ediciones Universidad de Salamanca.
- La cuestión económica de la Región Leonesa. 2019. Editorial Cultural Norte.
- El concepto regional leonés en la prensa salmantina anterior a la guerra civil (1808-1936). 2020. Centro de Estudios Mirobrigenses / Centro de Estudios Benaventanos "Ledo del Pozo".
- La epidemia de gripe de 1918 en el partido de Béjar. 2022. Centro de Estudios Bejaranos.